# Villecomtal
Villecomtal é uma comuna francesa na região administrativa de Occitânia, no departamento de Aveyron. Estende-se por uma área de 14,05 km². Em 2010 a comuna tinha 415 habitantes (densidade: 29,5 hab./km²).